# Кружок українських дівчат
«Кружок українських дівчат» — таємне товариство учениць при Чернівецькій жіночій вчительській семінарії.

## Заснування товариства
Активна діяльність українських товариств на теренах Герцогства Буковини давала свої плоди. До активної громадської діяльності все частіше почала залучатися буковинська молодь.
1898-го р. учениці «Чернівецької цісарсько-королівської жіночої вчительської семінарії» (нім. K. k. Lehrerinnenbildungsanstalt in Czernowitz) самоорганізувались в таємне товариство — «Кружок українських дівчат». Ініціаторкою створення гуртка була Наталка Попович, яка стала його першою головою.
До роботи гуртка долучалися багато дівчат з відомих буковинських родин — Отілія Прокопович, Стефанія Федорович, Ангеліна Бабюк, Кароліна Суханос, Клавдія та Ірина Лисинецькі, Ольга Балашескул, Фабіяна Безпалко.

## Діяльність товариства
Основною метою товариства учасницями було визначено — самоосвіту й постіну роботу над собою. Однією з форм роботи була організація «доповідей у вузькому колі». Тематика доповідей була найрізноманітніша — історія, література, культура.
Співпрацювали «українські дівчата» у інших легальних гуртках, що були доступні для буковинської молоді. Нелегальність організації була значною перешкодою в її роботі. Багато дівчат побоювались брати активну участь у роботі гуртка через покарання від адміністрації.
На початку 1900-их р.р. «Кружок українських дівчат» таки викрили. Від жорсткого покарання учасниць товариства врятував крайовий шкільний інспектор Омелян Попович, доньки якого були активістками організації.
У 1904 році «Кружок українських дівчат» припинив існування. Останньою керівницею була Ольга Шкурган. Зібрану самотужки бібліотеку передали студентському товариству «Січ».
Основним наслідком роботи семінаристок стало усвідомлення українською елітою Буковини у необхідності організації легального феміністського руху в краї. Цим питанням, після ліквідації семінарського гуртка, активно зайнявся Омелян Попович разом з Степаном Смаль-Стоцьким та іншими соратниками. Фактично «Кружок українських дівчат» став поштовхом до створення потужної жіночої громадської організації «Жіноча громада Буковини».